# Ладыжино (Тульская область)
Ладыжино — деревня в Каменском районе Тульской области России. 
В рамках административно-территориального устройства входит в Молчановский сельский округ Каменского района, в рамках организации местного самоуправления включается в Архангельское сельское поселение.

## История
В 1961 году указом Президиума Верховного Совета РСФСР переименована Грязная Ладыжино переименована в Ладыжино.

## Население
| 2010 |
| ---- |
| 0    |